# Бодастарт
Бодастарт (финик. Bod‘ashtart — «из руки Астарты») — царь Сидона в 460-х — 450-х годах до н. э.

## Биография
Бодастарт известен из финикийских надписей, найденных в храме бога Эшмуна, находившемся на месте современного селения Бустан эш-Шейх. Всего известно около тридцати надписей, упоминающих Бодастарта. Артефакты с этими надписями хранятся в музеях Парижа, Стамбула и Бейрута.
Предполагается, что Бадастарт правил Сидоном в 460-х—450-х годах до н. э.
В надписях Бодастарт упоминается как «внук Эшмуназора, царя сидонян в Сидоне у моря». Предполагается, что он был внуком Эшмуназора I (по мужской или по женской линии — неизвестно) и унаследовал престол после смерти своего двоюродного брата Эшмуназора II. В одной из надписей Бодастарт назван «законнорождённым сыном» некоего Йатанмилка, но был ли тот царём Сидона, точно не известно.
О правлении Бодастарта известно не очень много. В одной из надписей сообщается, что он передал храму богини Астарты Шаронскую равнину. Из других исторических источников известно, что по повелению Бодастарта был прорыт канал от реки Авали к храму Эшмуна. Он также предпринял реставрацию самого храма, и это строительство к моменту смерти царя так ещё и не было завершено. В одной из надписей упоминается «7-й год правления Бодастарта». Это свидетельствует, что он правил не менее этого срока (всего же, возможно, владел престолом 10 или 12 лет). После Бодастарта сидонский престол унаследовал его сын Йатанмилк, который к моменту смерти отца уже некоторое время был его соправителем.

## Комментарии
1. ↑  Также существует мнение, относящее правление Бодастарта к более раннему времени: к 520-м годам до н. э.[4]